# 6 Nenme Shido Kinen Mini Album 6 Nenme Start!
Albums de THE Possible
1 Be Possible!
(2007) 2 Shiawase no Akashi
(2012)
Compilations par THE Possible
Kyūkyoku no The Possible Best
(2008)
6 Nenme Shido Kinen Mini Album "6 Nenme Start!" (6年目始動記念ミニアルバム「6年目スタート！」) est un mini album du groupe féminin de J-pop THE Possible.

## Présentation
L'album sort le 31 août 2011 au Japon sous le label TN-mix de TNX, distribué par Pony Canyon. Il est écrit et produit par Tsunku, et inclut un livret de 32 pages. Il sort trois ans après le précédent album de THE Possible, Kyūkyoku no The Possible Best Number Shō 1, à l'occasion du début de la sixième année d'existence du groupe, d'où son titre.
C'est le premier mini-album du groupe à sortir "en major", un précédent mini-album étant déjà sorti "en indépendant" en 2007 : 1 Be Possible!. C'est le premier album de la formation du groupe à cinq membres, sans Kaede Ōse qui a quitté le groupe deux ans auparavant.
Il contient six chansons. Seule la première, I Love You Watashi No Kimi, est un nouveau titre interprété par l'ensemble du groupe, et a été utilisée dans le jeu vidéo musical Rhythm Heaven Wii (en) sorti le mois précédent. Les cinq autres chansons sont des reprises d'ancien titres du groupe déjà parus en singles durant les cinq années précédentes, quatre en "face B" et une en "face A" (Hatsukoi no Kakera), mais ré-interprétées en solo, une par chacune des membres.

## Liste des titres
| 1. | I Love You Watashi No Kimi (I Love you 私の君)                    | par THE Possible                             | 3:25 |
| 2. | Tabi no Mannaka (旅の真ん中)                                      | par Yuki Gotō / de Natsu no Tropical Musume. | 3:34 |
| 3. | Sayonara Nante (サヨウナラなんて)                                 | par Robin Shōko Okada / de Family (...)      | 3:37 |
| 4. | Sotsugyōshiki ~Otana ni Naru 1 Page~ (卒業式 ~大人になる1ページ~) | par Aina Hashimoto / de Love Message!        | 4:14 |
| 5. | Dream More Dreams!                                                | par Kanami Morozuka / de Ijiwaru Crazy Love  | 4:04 |
| 6. | Hatsukoi no Kakera (初恋のカケラ)                                 | par Yurika Akiyama / de Hatsukoi no Kakera   | 4:32 |